# Teatro Nacional Palestino
El Teatro Nacional Palestino (en árabe: المسرح الوطني الفلسطيني‎; en inglés: Palestinian National Theatre (PNT)), también llamado Teatro Nacional Palestino Al-Hakawati, es un teatro palestino situado en Jerusalén Este, en el barrio de la Colonia Americana, cerca del Orient House. Es una institución cultural sin ánimo de lucro que produce y representa espectáculos y programas artísticos, educativos y de entretenimiento que reflejan las aspiraciones del pueblo palestino a nivel nacional, colaborando en el desarrollo de una política cultural palestina.
Sus actividades se centran en particular en el público joven que representa la mayor parte de la población palestina. El PNT organiza talleres de formación y sus espectáculos realizan giras en el extranjero. El Teatro Nacional de Palestina no puede recibir subvenciones de la Autoridad Palestina y rehúsa pedirlas al gobierno israelí, por lo que desarrolla sus actividades gracias a la colaboración de gobiernos e instituciones árabes e internacionales.

## Historia

### Compañía teatral Al-Hakawati (1977-1988)
Los inicios del Teatro Nacional Palestino están estrechamente ligados a la trayectoria de la compañía teatral Al-Hakawati, creada en 1977 en Jerusalén Este. Al-Hakawati Theatre nació como un proyecto colectivo integrado por dramaturgos, directores de escena y actores palestinos, en su mayoría procedentes de Jerusalén y de Israel, y liderado por el director y dramaturgo François Abu Salem. El nombre Al-Kawati significa "el contador de historias", un papel relevante en la tradición cultural palestina. En los años que siguieron la Guerra de los Seis Días de 1967, el sentimiento de una identidad nacional palestina emerge con más fuerza y se asiste a un resurgimiento de la cultura palestina. Aunque parezca contradictorio, la ocupación de los territorios palestinos por Israel permitió un acercamiento entre los palestinos de Israel y los de Cisjordania y la franja de Gaza, separados desde hacía casi 20 años. En este contexto nace el teatro de Al-Hakawati, que une la influencia del teatro vanguardista de los países occidentales con la tradición que constituye su mayor fuente de inspiración.
Debido en gran medida a las limitaciones políticas impuestas por las autoridades israelíes, la mayoría de las obras eran creadas a partir de improvisaciones sobre temas concretos, inspirados por las experiencias vividas tanto en los territorios palestinos como en el exilio. Como la censura les obligaba a entregar el texto de las obras representadas, los actores solían actuar sin texto escrito. En el mismo tiempo, la compañía se fue profesionalizando y contribuyó a despertar una conciencia nacional cultural, multiplicando los intercambios con los otros territorios palestinos. Pronto, la creación de un teatro nacional para Palestina se perfiló como su principal meta.
En noviembre de 1983, la compañía de teatro Al-Hakawati alquiló el edificio del antiguo cine Al-Nuzha de Jerusalén Este, que había sido quemado por un incendio. Gracias a una subvención de 100.000 dólares de la Fundación Ford y a donaciones de particulares y de organizaciones palestinas de Cisjordania y del extranjero, el edificio fue rehabilitado y abrió sus puertas como Teatro Al-Hakawati en mayo de 1984. Era entonces el único centro cultural de los Territorios Palestinos y la principal compañía palestina de teatro profesional. Al año siguiente, la dirección del teatro fue confiada a un consejo de directores compuesto por artistas, escritores y personalidades de la comunidad palestina.
El estallido de la primera Intifada en diciembre de 1987 creó una nueva realidad para la compañía Al-Hakawati, que se vio privada de su público "natural" frente a la sublevación, con sus decenas de muertos y heridos y sus miles de personas encarceladas. Aunque la compañía en sí no sufrió ninguna restricción y representó varias producciones suyas, las autoridades israelíes le prohibieron representar sus obras en los principales escenarios de la rebelión: la franja de Gaza y Cisjordania. Varios de los cofundadores de la compañía vieron necesario buscar nuevas estructuras teatrales para adaptarse a las circunstancias, y el grupo empezó a desmantelarse. Abu Salim se marchó a Francia y la compañía se disolvió a finales de los años 1980. A partir de ese momento, el nombre Al-Hakawati fue utilizado por varias compañías independientes de la región de Jerusalén.

### Teatro nacional palestino (de 1989 en adelante)
Por otro lado, la Declaración de independencia de Palestina por parte del Consejo Nacional Palestino en noviembre de 1988 marcó un punto de inflexión en el desarrollo de la cultura palestina en general. Tras la Intifada, en 1989, el teatro Al Hakawati tomó temporalmente el nombre de Arab Cultural Centre (Centro cultural Árabe), antes de adoptar su nombre definitivo, Al-Masrah al-Watani al-Filastini, el Teatro Nacional Palestino.
El éxito de la compañía no se limitaba a la audiencia palestina. Desde principios de la década de 1980, organizó giras por Israel y participó en festivales en el Reino Unido, Francia, Alemania Federal, Suiza, Escandinavia, Polonia, Italia, Países Bajos, Bélgica, España y Túnez. A finales de los años 1980, tuvo una larga gira por Europa, Japón y los Estados Unidos. En septiembre de 1993 François Abu Salem regresó a Jerusalén Este para organizar un taller dramático, y las recientes negociaciones de paz israelo-palestinas en curso le animaron a retomar las actividades de Al-Hakawati en el Teatro Nacional Palestino.
El director del Teatro Nacional de Palestina desde su fundación es Jamal Ghosheh.

## Descripción y actividades
Et teatro consta de dos salas: un auditorio de 400 butacas, y otro de 150. Dispone de una cafetería y de una librería de arte, así como de varios espacios en los que se muestran exposiciones de pintura y de fotografías.
Desde su creación, las actividades del Teatro Nacional Palestino han ido más allá de la actividad puramente teatral. Tiene una labor de conservación de la cultura, del folclore y de la tradición, que se dobla de una búsqueda activa de nuevas ideas y talentos, enfocados hacia una expresión propiamente palestina. El teatro alberga más de 200 producciones cada año, incluyendo teatro, música, proyecciones de películas y otras actividades orientadas a la comunidad local. Organiza talleres, seminarios y otras actividades educativas para artistas en diversas disciplinas, en las que participan tanto expertos locales como extranjeros. El PNT colabora también en la producción de películas, espectáculos teatrales y de títeres, y alberga cada año el International Puppet Festival, un festival internacional de títeres.
En los locales del PNT se encuentra la sede del Jerusalem Centre for Arabic Music, un centro dedicado a la enseñanza y divulgación de la música árabe en sus diversas modalidades, que fue creado en 1991 a partir del Departamento de Música del PNT.
Alberga también actividades del festival internacional itinerante PalFest (Palestine Festival of Literature), el Festival de Literatura de Palestina. En mayo de 2009, los actos de inauguración y de clausura del Festival iban a tener lugar en el PNT, coincidiendo con la celebración de Jerusalén Capital Árabe de la Cultura 2009. La intervención de la policía israelí impidió los actos cerrando el teatro, y los actos fueron trasladados de inmediato al Centro Cultural Francés y al British Council respectivamente.